# Mairie d'Ivry (stanice metra v Paříži)
Mairie d'Ivry je konečná stanice pařížského metra na lince 7. Ve stanici končí jihovýchodní větev linky. Jihozápadní větev končí ve stanici Villejuif – Louis Aragon. Stanice se nachází mimo hranice Paříže ve městě Ivry-sur-Seine na křižovatce ulic Avenue Maurice Thorez, Rue Gaston Cornavin, Rue Robespierre a Avenue Georges Gosnat.

## Historie
Stanice byla otevřena 1. května 1946 při rozšíření linky ze stanice Porte d'Ivry.

## Název
Stanice se nachází v blízkosti radnice města Ivry-sur-Seine, po níž nese jméno (mairie = radnice).